# Jang Yong-Ho
Jang Yong-Ho (n. 4 aprilie 1976, Goheung⁠(d), Jeolla de Sud, Coreea de Sud) este un arcaș ce a reprezentat Coreea de Sud, medaliat olimpic. A participat la 3 ediții ale Jocurilor Olimpice (1996, 2000, 2004) în care a câștigat două medalii de aur și o medalie de argint.